# Лукария
Лукария (на латински: Lucaria) е празник в Древен Рим на 19 юли и 21 юли на хълм (lucus) между улицата Виа Салария и Тибър. Празнува се скриването на римляните на хълм, когато бягали от галите. Жервопринася се една свиня.